# 11201 Talich
11201 Talich (1999 EL5) là một tiểu hành tinh vành đai chính được phát hiện ngày 13 tháng 3 năm 1999 bởi L. Šarounová ở Ondrejov.